# نيوبوي
نيو بوي هي شركة توزيع الألعاب في الشرق الأوسط، أسست سنة 1999م ويقع المركز الرئيسي لها في دبي في الإمارات العربية المتحدة، تشمل أعمالها الألعاب والقرطاسية و الملابس والأطعمة والمنشورات. نيو بوي هي المالك الحصري لدمية فلة. تعتبر فلة الدمية الأكثر مبيعًا للبنات في العالم العربي.

## أقسام الأعمال

### الترخيص
تعود مشاركة نيوبوي في أنشطة الترخيص إلى الأيام الأولى للشركة، عندما أعلنت نيوبوي عن منتجاتها ذات العلامة التجارية على شاشة التلفزيون. تضمنت الإعلانات شخصيات صغيرة محببة أثبتت أنها تحظى بشعبية كبيرة بين الأطفال في جميع أنحاء المنطقة. وبالتالي، أدركت نيوبوي الفوائد الهائلة المترتبة على الحصول على مثل هذه التأييدات الشعبية للشخصيات.
منذ ذلك الحين، أصبح الترخيص أحد أكثر نماذج الأعمال الاستراتيجية لشركة نيوبوي، حيث يعد تضخيم الفوائد المستمدة من شخصية ناجحة أمرًا أساسيًا. تستحوذ نيوبوي وتبيع وتسوق تراخيص لبعض أكثر الشخصيات شهرة في عدد من الفئات بما في ذلك الطعام والمنسوجات ومستحضرات التجميل والمجوهرات وما إلى ذلك.